# 里卡尔多·滕佩斯蒂尼
里卡尔多·滕佩斯蒂尼（義大利語：Riccardo Tempestini，1961年10月9日—），意大利前男子水球运动员。他曾代表意大利国家队参加1988年夏季奥林匹克运动会水球比赛，获得第七名。